# إيما بورمان
إيما بورمان (بالألمانية: Emma Bormann)‏ هي مصممة جرافيك ورسامة نمساوية، ولدت في 29 يونيو 1887 في Döbling ‏ في النمسا، وتوفيت في 28 ديسمبر 1974 في ريفرسايد في الولايات المتحدة.